# Авдєєв Олексій Олександрович
Олексій Олександрович Авдєєв (нар. 12 (24) березня 1819, с. Бедьково, Новосильський повіт, Тульська губернія — пом. 18 (30) березня 1885, Санкт-Петербург) — російський архітектор, художник, академік архітектури (1871).

## Біографія
Народився у сім'ї тульського поміщика. Виховувався в Московському дворянському інституті, після закінчення якого зайнявся архітектурою. За його проектом була побудована споруда обсерваторії Московського університету.
У 1851 вивчав архітектуру у Німеччині, Італії та Франції. Протягом 1853–1854 років Авдєєв брав участь в археологічних дослідженнях античного міста Танаїса у дельті Дону.

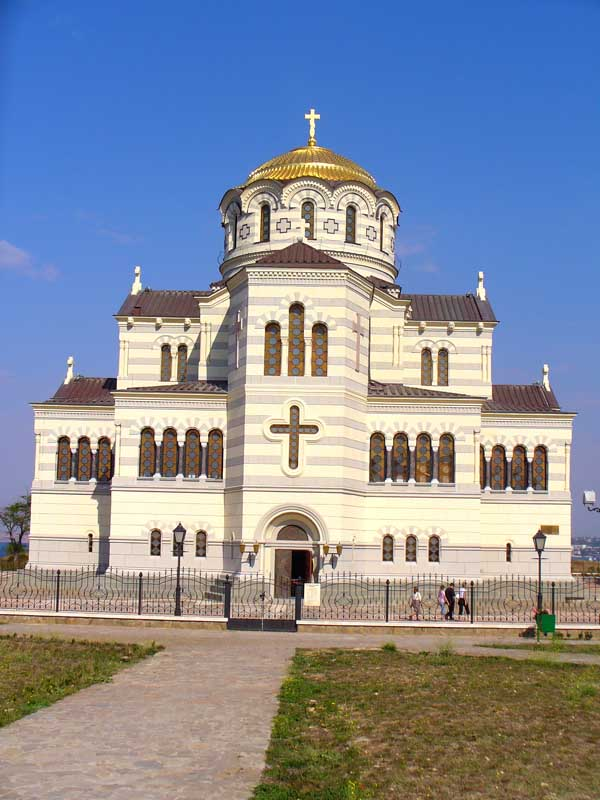
Володимирський собор

У Севастополі збудував дві каплиці: одна — на Інкерманських висотах, інша — на могилі князя М. Д. Горчакова. Також брав участь у спорудженні двох храмів: церкви св. Миколая Чудотворця пірамідальної форми на військовому кладовищі (1857–1870) та Володимирського собору в Херсонському монастирі на місці хрещення рівноапостольного просвітителя Русі, хоча спершу ескіз собору був створений А. І. Штакеншнейдером, проте потім Олескій Олександрович вніс до нього ряд істотних змін. За останню споруду Авдєєв був удостоєний звання академіка.
У 1867 — член-кореспондент, Один із засновників МАО. У 1871 отримав звання академіка. З 1874 — член Московського археологічного товариства. Роботи в Москві: університетська обсерваторія на Трьох горах (1854, Нововаганьковський провулок, 5, перебудована), житловий будинок (вулиця Кухарська, 31). У 1874 брав участь у конкурсі на проект Миколаївського ліцею. В Ореанді спорудив церкву Покрови, в Данковському повіті Рязанської губернії — церква в маєтку А. С. Хомякова.